# 下溪站
下溪站（：／ Hagye yeok */?）是首爾地鐵7號線沿線的一座地下車站，位於韓國首爾特別市蘆原區中溪洞，韓語副站名為「乙支大乙支醫院」（을지대 을지병원）。預計於2025年完工的首爾輕電鐵東北線通車後，將於本站與7號線交會轉乘。

## 車站結構
站體為1面2線島式月台的地下車站，候車月台設有月台幕門，並有6處出口。

### 月台配置
| 中溪 ↑   |
| 下 上 \| |
| ↓ 孔陵   |

| 月台 | 路線           | 目的地                         |
| ---- | -------------- | ------------------------------ |
| 上行 | ●首爾地鐵7號線 | 蘆原、道峰山、長岩方向         |
| 下行 | ●首爾地鐵7號線 | 泰陵、溫水、富平區廳、石南方向 |

## 歷史
- 1996年10月11日：落成啟用。

## 車站周邊
- 韓國交通安全公團（朝鲜语：한국교통안전공단）蘆原檢查所
- 蘆原區民會館
- 蘆原消防署
- 蘆原平生學習館
- 大眞高校
- 惠聖女子高校
- Home plus（朝鲜语：홈플러스）中溪店
- Save Zone百貨（朝鲜语：세이브존）蘆原店
- 中溪近鄰公園
- 乙支大學附設乙支醫院（朝鲜语：노원을지대학교병원）

## 圖片

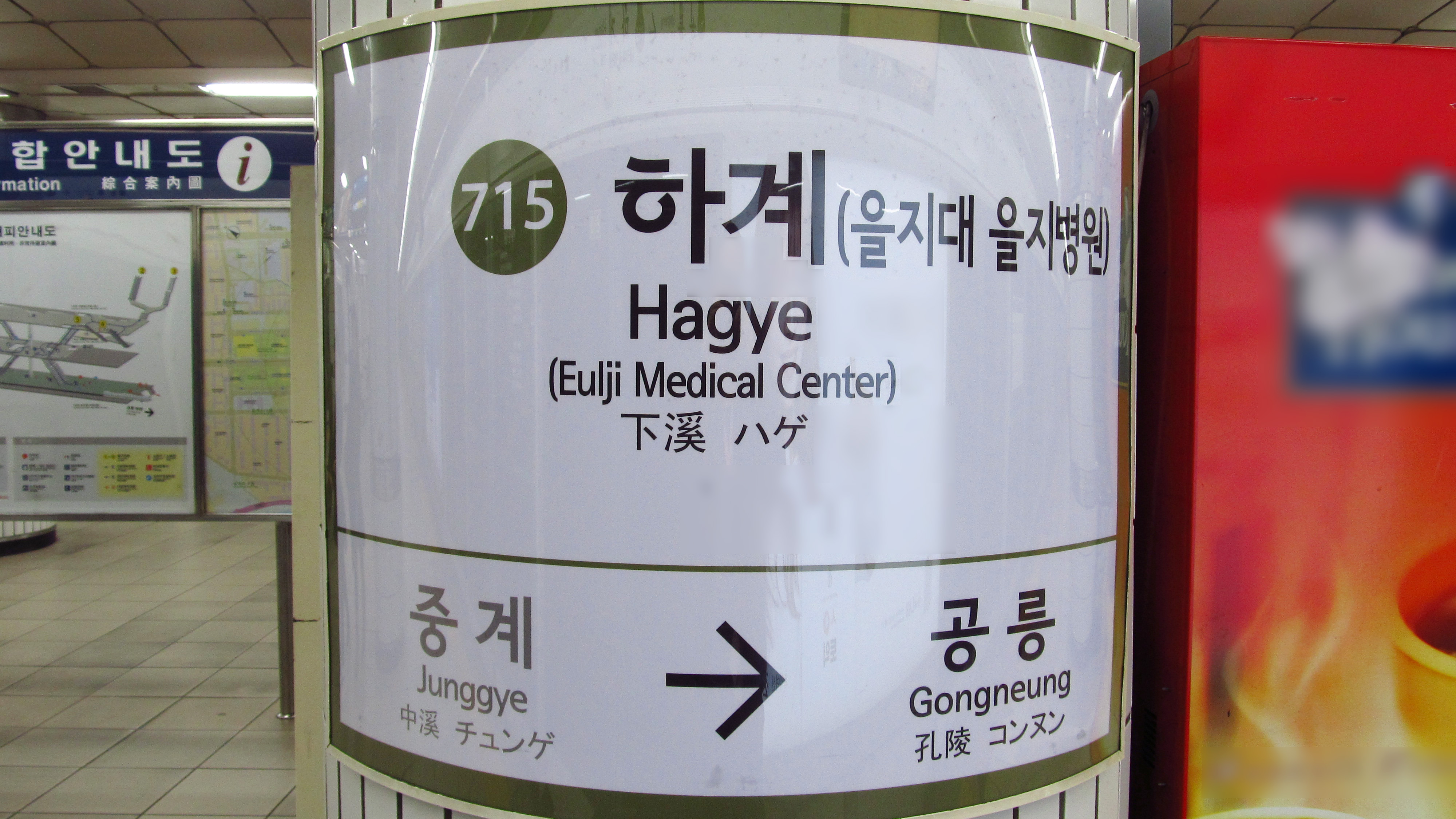
站名牌
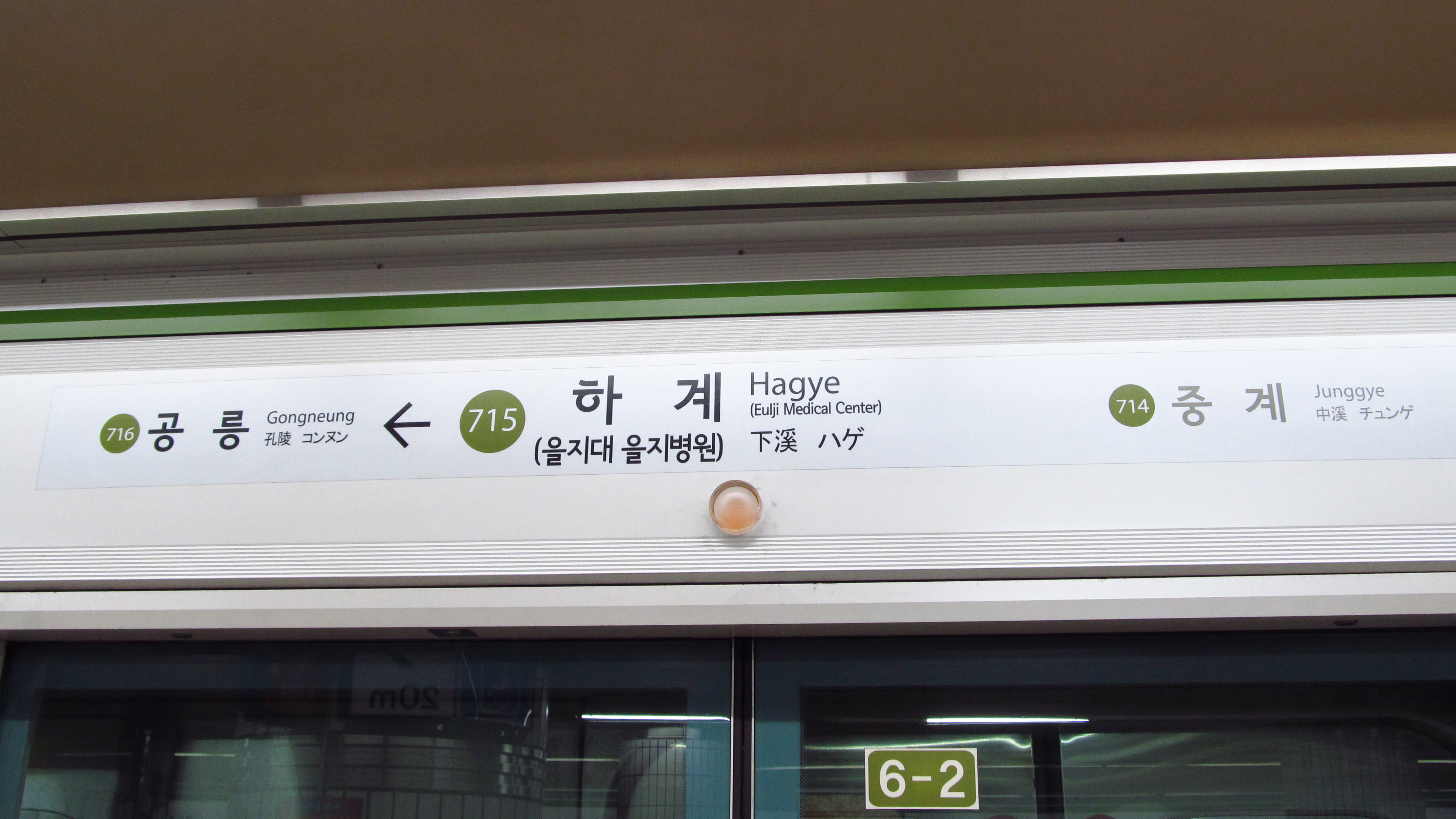
月台門資訊板
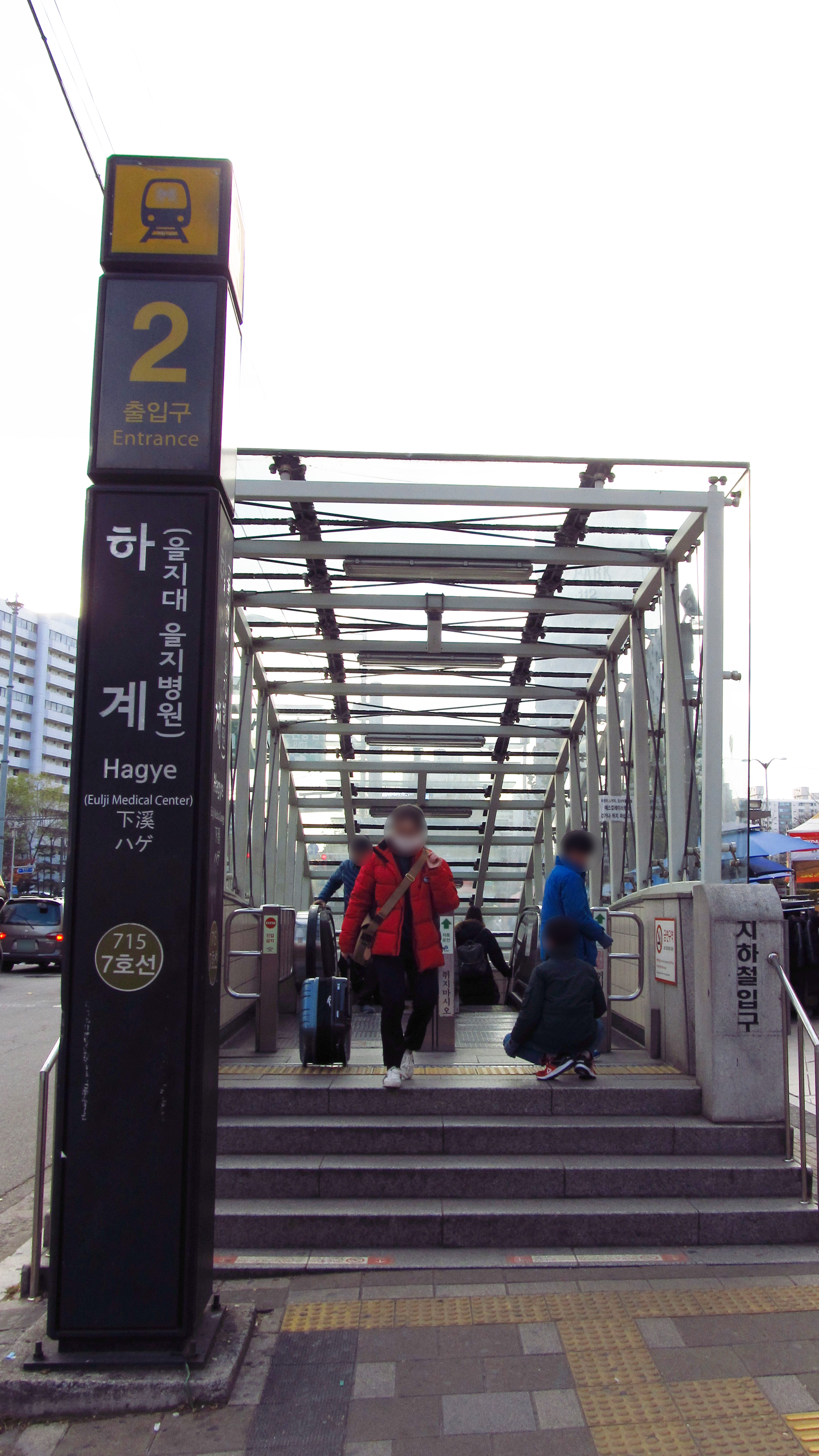
2號出口

## 相鄰車站
首爾交通公社
●首爾地鐵7號線
中溪（714）－下溪（715）－孔陵（716）